# Pit (fiume)
Il Pit è un grande fiume che scorre dalla California nord-orientale nella Central Valley dello stato. Il Pit, il Klamath e il Columbia sono gli unici tre fiumi degli Stati Uniti che attraversano la Catena delle Cascate.
Il più lungo affluente del fiume Sacramento, contribuisce fino all'ottanta percento del loro volume d'acqua combinato nella riserva del lago Shasta; la giunzione dei loro rami sul lago Shasta si trova a 6,4 km a nord-est della diga Shasta. Lo stelo principale del fiume Pit è lungo 333 km, e una parte d'acqua nel sistema scorre per 426 km verso il fiume Sacramento, misurando dalla fonte più lunga del fiume Pit.
Il fiume Pit prosciuga un'area vulcanica scarsamente popolata, passando attraverso l'estremità meridionale della Catena delle Cascate in un profondo canyon a nord-est di Redding. Il fiume si chiama così a causa delle fosse (pits in inglese) che gli Achumawi scavarono con la funzione di "intrappolare" l'acqua del fiume.
Il fiume è una destinazione popolare per la pesca con la mosca, il rafting nelle sue parti più basse, e viene utilizzato per generare energia idroelettrica nelle centrali sotto Fall River Mills dove si uniscono i fiumi Pit e Fall, e alla diga Shasta. Inoltre è ampiamente utilizzato per scopi di irrigazione e conservazione.